# Cassen
Cassen ist eine französische Gemeinde mit 607 Einwohnern (Stand 1. Januar 2022) im Département Landes in der Region Nouvelle-Aquitaine (vor 2016: Aquitanien). Sie gehört zum Arrondissement Dax und zum Kanton Coteau de Chalosse.
Der Name ist eine Ableitung des gascognischen Worts casse (deutsch Eichen).
Die Einwohner werden Cassenois und Cassenoises genannt.

## Geographie
Die Gemeinde Cassen liegt ca. 20 Kilometer ostnordöstlich von Dax in der Landschaft Chalosse in der historischen Provinz Gascogne.
Umgeben wird Cassen von den Nachbargemeinden:
| Saint-Jean-de-Lier | Vicq-d’Auribat                              | Onard                  |
| Louer              | Kompassrose, die auf Nachbargemeinden zeigt | Saint-Geours-d’Auribat |
|                    | Gamarde-les-Bains                           |                        |

Cassen liegt im Einzugsgebiet des Flusses Adour. Einer seiner Nebenflüsse, der Louts, markiert die Grenze zur südlichen Nachbargemeinde Gamarde-les-Bains.

## Geschichte
Der Fund von Armbändern aus Bronze, Pfeilspitzen aus Feuerstein und Kratzern im 19. Jahrhundert lässt eine Besiedelung des Landstrichs bereits in der Jungsteinzeit annehmen. Der Erdwall im Viertel Beylenx lässt auf eine frühere, mittelalterliche Motte schließen. 1243 kaufte der englische König Heinrich III. die Rechte über das Auribat vom Vicomte von Tartas, dem ersten Grundherrn von Cassen. Zu dieser Zeit gehörte Cassen zum Erzpriestertum von Laurède und zur Bailliage von Auribat. Die Vicomtes von Tartas behielten bestimmte Teile des Landes bis 1308, als Arnaud-Raymond de Tartas sie an seinen Schwiegervater, Amanieu VII. d’Albret, verkaufte. Die Plantagenets ihrerseits übergaben ihren Teil der Grundherrschaft vom Auribat an den Sohn Bernard Aiz V. d’Albret im Jahre 1340 als Belohnung für seine Dienste gegen den französischen König in der Frühzeit des Hundertjährigen Krieges. Das Auribat wurde ein Baronat.
Die Auseinandersetzungen über das Herzogtum zwischen dem Königreich England und der französischen Krone reihten sich bis zur Mitte des 15. Jahrhunderts, dem Ende des Hundertjährigen Krieges, aneinander. In der Folgezeit standen sich in den Hugenottenkriegen protestantische und katholische Parteien gegenüber und sorgten für zahlreiche Zerstörungen in dieser Region, die nahe am Béarn liegt. Im August 1569 plünderten protestantische Truppen die Kirche von Cassen und steckten sie in Brand. Mit der Herrschaft des französischen Königs Heinrich IV. und seinem Edikt von Nantes 1598 kehrte für Cassen und seine Nachbardörfer der Friede ein. Im Jahre 1651 übergab König Ludwig XIV. das Herzogtum d’Albret an Frédéric-Maurice de La Tour d’Auvergne, dem Herzog von Bouillon, dessen Nachkommen die letzten Grundherren von Auribat bis zur Französischen Revolution sein sollten.
Das 18. Jahrhundert wurde durch einen Streit mit Vicq-d’Auribat über den Besitz und über die Rechte an zwei Ländereien bestimmt, das für eine Viehweide vorgesehen waren. Am 18. Januar 1859 wurde der Konflikt mit einer Teilung des umstrittenen Landes beigelegt. Im 18. Jahrhundert hielt der Mais Einzug in die Landwirtschaft und wurde Basisernährung für das Vieh, und die Menschen begannen, daraus ihr Brot zu backen. Der Mais wurde zum Hauptanbauprodukt, als der Weinbau fast vollständig mit dem Aufkommen des Mehltaus ab 1855 verschwand.

### Einwohnerentwicklung
Nach Beginn der Aufzeichnungen stieg die Einwohnerzahl in der zweiten Hälfte des 19. Jahrhunderts auf einen ersten Höchststand von rund 525. In der Folgezeit sank die Größe der Gemeinde bei kurzen Erholungsphasen bis zu den 1960er Jahren auf 335 Einwohner, bevor eine zeitweise starke Wachstumsphase einsetzte, die bis heute andauert.
| Jahr      | 1962 | 1968 | 1975 | 1982 | 1990 | 1999 | 2006 | 2010 | 2022 |
| --------- | ---- | ---- | ---- | ---- | ---- | ---- | ---- | ---- | ---- |
| Einwohner | 361  | 335  | 342  | 375  | 339  | 372  | 446  | 573  | 607  |

## Sehenswürdigkeiten
- Pfarrkirche, geweiht dem Apostel Petrus. Die erste Kirche befand sich inmitten des Friedhofs und datierte aus dem 12. Jahrhundert, als sie auf einem künstlichen Hügel errichtet wurde. Im Laufe der Jahrhunderte wurde sie mehrfach umgestaltet. Ein Seitenschiff war hierbei für Cagots reserviert, eine Personengruppe, die vom 13. bis weit ins 19. Jahrhundert hinein in Spanien und Frankreich diskriminiert und weitgehend vom gesellschaftlichen Leben ausgeschlossen war. 1805 wurde die erste Turmuhr installiert, 1834 wurden Arbeiten zur Restaurierung ausgeführt. Ein kräftiges Unwetter im Jahre 1873 riss den Glockenturm nieder und führte zu großen Rissen in der Kirche. Der Architekt des Départements, Ozanne, machte eine Bestandsaufnahme und stelle fest, dass das Gebäude irreparable Schäden hatte, und ein Neubau wurde entschieden. Der neue Standort, aber auch die Orientierung waren Streitpunkte zwischen dem Bürgermeister und dem Pfarrer. Im November 1874 wurde die neue Kirche schließlich eingeweiht. Das rundbogenförmige Eingangsportal am Fuß des Glockenturms gewährt Einlass in die Vorhalle. Ein rundbogenförmiges Fenster im ersten Geschoss, ein darüber befindlicher Okulus im zweiten Geschoss und ein Doppelfenster im oberen Geschoss geben Licht in den Glockenturm. Sein polygonaler Helm ist mit Schiefer gedeckt. Das Langhaus mit einem Haupt- und einem Seitenschiff auf der Südseite führt zu einem polygonalen Chor.[9][10]

## Wirtschaft und Infrastruktur
Handel und Dienstleistungen sind die wichtigsten Wirtschaftsfaktoren der Gemeinde. Der Tourismus wird unterstützt durch mehrere Ferienwohnungen, einem Campingplatz, zwei Ferienanlagen und mehrere Gästezimmer.

### Bildung
Die Gemeinde verfügt über eine öffentliche Grundschule mit 47 Schülerinnen und Schülern im Schuljahr 2017/2018.

### Sport und Freizeit
Drei Rundwege mit Längen von 6 km, 8,7 km und 12 km führen durch das Gebiet der Gemeinde.

### Verkehr
Cassen ist erreichbar über die Routes départementales 10, 341 und 405.